# Книппер, Владимир Владимирович
Книппер Владимир Владимирович (11 сентября 1924 г. — 23 февраля 1996 г.) — журналист (корреспондент журнала Водный транспорт), режиссёр, руководитель молодёжного театра, драматург.

## Биография
Книппер Владимир Владимирович родился 11 сентября 1924 года в Москве в артистической музыкальной семье. Отец — Владимир Леонардович Книппер-Нардов, оперный певец, режиссёр и педагог. Мать — Нина Николаевна Андронова, певица. Предки по линии отца — выходцы из Западной Европы. Дед — Леонард Августович Книппер был инженером-технологом, в возрасте 25 лет переехал в Россию. Дед по материнской линии — известный ярославский купец Николай Константинович Андронов. Единоутробный брат — Лев Николаевич Александров (18 сентября (01 октября) 1911 г. - 24 мая 1991 г.).
Владимир Владимирович провёл детство в доме на углу Малого и Нижнего Кисловских переулков недалеко от Арбатских ворот. Отношения в семье строились на основе взаимопонимания, любви и заботы. Всех объединяли театр и музыка. Походы в Большой театр и во МХАТ, репетиции дома, обстановка с роялем, клавирами, афишами, семейными реликвиями, красивой посудой — всё это воспитывало вкус мальчика, формировало душу. Родители шли по жизни рука об руку. Творчество было жизнью, а жизнь — творчеством. Но в 1937 году в семью пришло горе: умерла Нина Николаевна. Отец, переживая одиночество, ушёл в работу.
После смерти матери в воспитании Владимира принимала участие, если не сказать больше, родная тётя — великая русская актриса О. Л. Книппер-Чехова. Влияние артистической семьи на формирование его личности трудно переоценить.

## Война
1941 год. Война. Отец и сын остались в Москве. Бомбёжки, пожары, дежурство на крышах домов, работы в прифронтовом городе, недоедание … И призыв в армию в сентябре 1942 года.
Осенью 1942 года умер отец.
Калининский фронт. Взвод пешей полковой разведки.Контузия в марте 1943 года.
В конце 1945 года демобилизовался.

## Послевоенные годы
Начался период исканий и самоопределения в жизни. Подготовка к поступлению на актёрское отделение, отказ от поступления (по настоянию Ольги Леонардовны), проба себя в журналистике в редакциях газет и на радио… А в 1950 году — решение посвятить жизнь театральной режиссуре. В течение всей жизни работа режиссёра сводила Владимира Владимировича с интереснейшими людьми. Это и Александр Галич, и Евгений Евтушенко, и Александр Шатрин, и Виктор Монюков, и многие, многие другие. Как руководитель театрального коллектива, В. В. Книппер прошёл путь, полный тревог, радостей, неудач и побед, от импровизационного театрика для детей «Ёж» до Театра-студии на Старом Арбате, где 16 октября 1993 года был показан последний его спектакль.

## Театральная деятельность
Владимир Владимирович поступил в ГИТИС (на театроведческий факультет), блеснув на вступительных экзаменах знаниями по театральной истории. А в 1961 году закончил его с отличием.
В 1958 году В. В. Книппер со своими актёрами-единомышленниками сочинили и поставили спектакль «Время судит». После показа было устроено обсуждение. Вердикт был такой: «Не пущать!». Пришлось срочно ставить «правильную» «Барабанщицу».
Имевший большой успех у зрителей спектакль «Четвёртая Мещанская» (написанный В. В. Книппером в соавторстве с Е. А. Евтушенко) был закрыт после статьи «Куда ведёт хлестаковщина» о Е. А. Евтушенко (1963 г.), а в 1964 году режиссёра сняли с работы. Театральный «простой» длился около 3-х лет. Но ядро театральной студии не распалось. В 1967 году судьба соединила В. В. Книппера и его единомышленников с заводом «Красный пролетарий» и Московским Художественным Академическим Театром. Школа-студия МХАТ им. В. И. Немировича-Данченко долгие годы шефствовала над молодёжным коллективом В. В. Книппера. Многие спектакли были показаны на сцене МХАТа. А в годы перестройки и гласности студийцы «обосновались» на Старом Арбате. Появились новые, громкие постановки. Молодой зритель охотно посещал переулок Аксакова, дом 11.
Работал в:
- Дом культуры имени Зуева 1950—1961.
- Дом культуры имени Серафимовича. 1961—1964.
- Дом культуры завода «Красный пролетарий». 1967—1986.
- Театр-студия «На Старом Арбате». 1986—1993.

В конце 60-х годов Владимир Владимирович вернулся в журналистику. Как корреспондент газеты «Водный транспорт», он исходил всю Арктику вдоль и поперёк. Таймыр, Северная Земля, Обская губа, Карское море, Енисей, Колыма, Чукотка были для него не просто географическими названиями. Арктика познакомила его с интересными и сильными людьми: моряками, рыбаками, речниками.
«Самая дорогая награда за эти четверть века — „Памятная книжка судоводителя“. Её мне подарил во время дрейфа во льдах (наш караван спрессовали мощные паковые льды, и мы слышали, как потрескивали корпуса наших стальных судов) в 1965-м известный ледокольщик — капитан Вадим Иванович Абоносимов со следующим автографом: „Не будь пехотой“. С уважением Вл. Вл. Книпперу от капитана ледокола „Ленинград“ В. В. Абоносимова»… В. В. Книппер.
В 1995 году в издательстве «Сполохи» вышла книга Владимира Владимировича «Пора галлюцинаций». Перед читателем предстаёт развёрнутая биография семьи Книпперов. Используя архив отца, Владимира Леонардовича, свои дневниковые записи, автор создал широкую картину событий и характеров. Также в эту книгу вошла пьеса «Автор и актриса» о жизни Антона Павловича Чехова и Ольги Леонардовны Книппер.

## Произведения
Поставленные спектакли.
- «Барабанщица» А. Салынского. 1959 г.
- «Четвертая мещанская». Стихи Е. Евтушенко. 1962 г. и 1990 г. Под названием «На этой тихой улочке» поставлен в 1976 г. (Показ во МХАТе 22 ноября 1976 г)
- «Стряпуха замужем» А. Софронова. 1962 г.
- «Карьера» Джеймса Ли. 1963 г. и 1987 г. (Показ во МХАТе 25 ноября 1978 г под названием «Золотые ворота»). Премьера 15 декабря 1987 г.
- Обыкновенное чудо" Е. Шварца. 1963 г.
- «Судьба-индейка» А. Софронова. 1964 г.
- «Июльский дождь» А. Гребнева, М.Хуциева. 1967 г.
- «Радио Октябрь» В. Маяковского. 1968 г.
- «Летающий пролетарий». 1968 г.
- «Дальняя дорога» А. Арбузова. 1969 г.
- «20 лет спустя» М. Светлова. Примерно 1971 г.
- «Девушка в белом» С. Есенина. Премьера 26 февраля 1974 г. (Показ во МХАТе 5 мая 1974 г.) И 1987 г (премьера 21 января).
- «Вечно живые» В. Розова. 1972 г. (Показ во МХАТе 22 марта 1972 г)
- «Тополёк мой в красной косынке» Ч. Айтматова. Примерно 1973 г. (Показ во МХАТе 5 мая 1974 г)
- «Иудушка» М. Салтыкова-Щедрина, 1976-77(?) и 1990 г. (Показ во МХАТе — май 1979 г)
- «В списках не значился» Б. Васильева. 1975 и 1981 г. (Показ во МХАТе 5 декабря 1975 г)
- «Жестокие игры» А. Арбузова. Премьера 10 марта 1980 г. (Показ во МХАТе 23 апреля 1982 г)
- «Команда» С. Злотникова. 1983 г.
- «Прошлым летом в Чулимске» А. Вампилова. 1983 г.
- «Ловушка для золушки» С. Жапризо. Премьера 27 октября 1977 г.
- «Тётушка Чарлея» Б. Томаса. Премьера 27 февраля 1985 г.
- «Страсти по Бальзаминову» А. Островского. Премьера 20 марта 1986 г.
- «Гуманоид в небе мчится» А. Хмелика. Премьера 17 ноября 1987 г.
- "Железный занавес" В. Котенко. Премьера 15 октября 1988 г.
- «Чипполино». По сказке Дж. Родари.

Спектакли, поставленные по собственным пьесам.
- «Время судит» 1958 г.
- «Вечер-портрет» 1981 г.
- «Автор и Актриса». Премьера 15 ноября 1981 г. (Показ во МХАТе 12 марта 1982 г)
- «Децибеловый вал» Премьера 14 мая 1987 г.
- «Рай для грешных» Премьера 26 марта 1989 г.